# MythTV
MythTV is een Linux-applicatie die het mogelijk maakt om een computer te veranderen in een mediacenter-pc (ook bekend als HTPC, digitale videorecorder, harddiskrecorder of multimedia-pc). MythTV is opensourcesoftware voor Linux, FreeBSD, Mac OS X en Windows. Het is een alternatief voor Windows Media Center van Microsoft, maar heeft betere ondersteuning voor DVB (digitale kabel tv of satelliet ) en HDTV. Windows mediacenter kan officieel namelijk niet overweg met digitale televisie voor satelliet en kabel.

## Historie
Het MythTV-project werd gestart in april 2002 door Isaac Richards.

## MythTV-systeem
Er zijn verschillende projecten met een Linuxdistributie in combinatie met MythTV waardoor de installatie, configuratie en onderhoud gemakkelijker en sneller kan plaatsvinden:
- Mythbuntu (volgens de Linuxtijdschriften de populairste MythTV-distributie[2]) combineert Ubuntu met MythTV. De Ubuntu-gemeenschap heeft uitgebreide bronnen voor installatie, configuratie van MythTV.[3]
- Linuxmce[4]

Stopgezette / inactieve projecten met MythTV zijn onder meer:
- MythDora, een combinatie van Fedora 12[5] (2010) met MythTV.
- iMedialinux (met MythTV 0.21)[6]
- KnoppMyth BootCD is een afgeleide van Knoppix. Het MythTV-frontend kan draaien vanaf cd.[7]
- MiniMyth (met MythTV 0.26), een kleine Linuxdistributie gericht op het maken van een frontend zonder harddisk.

## Kenmerken
MythTV beschikt over:
- Een backend server en een frontend client, waardoor meerdere frontends kunnen worden aangesloten op een of meer backends. Een computer kan zowel frontend als backend zijn;
- reclameblokken overslaan;
- sneller of langzamer afspelen van opnamen;
- Intelligente opnamen waardoor conflicten worden vermeden;
- Interface met elektronische programma-info (XMLTV of PSIP);
- Pauzeren, overslaan en terugspoelen van live-tv;
- Opname en administratie van verschillende functies met behulp van een web interface;
- Ondersteunt de ATSC-standaard, QAM, en DVB;
- Kan meerdere zenders gelijktijdig opnemen met één tunerkaart;
- elektronische programma gids (EPG);
- Videoconferencing mogelijkheden (videogesprekken op het tv-scherm);
- Mogelijkheid om iedere computer als client te gebruiken zonder dat daar Linux of MythTV op geïnstalleerd wordt;
- Plug-inmogelijkheden om meer functies toe te voegen.

## Tunerkaarten
De MythTV-software ondersteunt tv-kaarten die volledig compatibel zijn met Video4Linux of Video4Linux2 kerneldrivers. MythTV ondersteunt o.a. Hauppauge WinTV-PVR 150/250/350/500 PCI en vergelijkbare kaarten.
DVB- en pcHDTV-kaarten met Video4Linux-drivers worden ondersteund.

## Alternatieve software
- Windows Media Center (onderdeel van Windows)
- SageTV (Windows/Linux, commercieel)
- Freevo (Linux, open source)
- GeeXboX (Linux, open source)
- XBMC (Windows/OS X/Linux/iOS/Android, open source)